# Repubblica Socialista di Slovenia
La Repubblica Socialista di Slovenia (in sloveno Socialistična republika Slovenija; in serbocroato Socijalistička republika Slovenija/Социјалистичка република Словенија) fu la forma politica che l'attuale Slovenia ebbe in seno alla Repubblica Socialista Federale di Jugoslavia dal 1963 al 1991, anno in cui la Slovenia proclamò l'indipendenza riconosciuta dalla CEE nel 1992.
La Repubblica Popolare di Slovenia fu proclamata clandestinamente con atto rivoluzionario dai partigiani comunisti di Tito il 19 febbraio 1944, ma poté esercitare effettivamente i suoi poteri solo dopo la cacciata dei nazisti nel maggio del 1945. La lingua ufficiale su tutto il territorio era lo sloveno, cui si affiancava l'italiano nei tre comuni litoranei di Capodistria, Isola d'Istria e Pirano, e l'ungherese nel Prekmurje. La riforma costituzionale del 1963, che modificò il nome dello Stato, non intaccò l'assetto reale del potere nel paese, saldamente nelle mani della Lega dei Comunisti di Jugoslavia.